# Günter Schumacher
Günter Schumacher (* 15. Mai 1964 in Langenhagen) ist  ein ehemaliger deutscher Radrennfahrer.

## Karriere
1983 wurde Günter Schumacher deutscher Vize-Meister im 1000-Meter-Zeitfahren der Amateure hinter Fredy Schmidtke. 1985 belegte er Rang drei. Er startete für die Vereine „Viktoria Lövenich“ und „Berliner RC Grün-Weiß Derby 1921“.
Von 1988 bis 1991 war er Profi. Im Jahr 1989 war er Mitglied des italienischen Profiradsportteams Titanbonifica-Benotto-Sidermec, für das auch u. a. Gianbattista Baronchelli, Antonio Bevilacqua und Gregor Braun fuhren.
Er ist nicht zu verwechseln mit dem deutschen Radsportler Günther Schumacher (* 1949) aus Rostock.